# Ommatostolidea julitae
Ommatostolidea julitae là một loài bướm đêm trong họ Noctuidae.